# Moteur à air comprimé

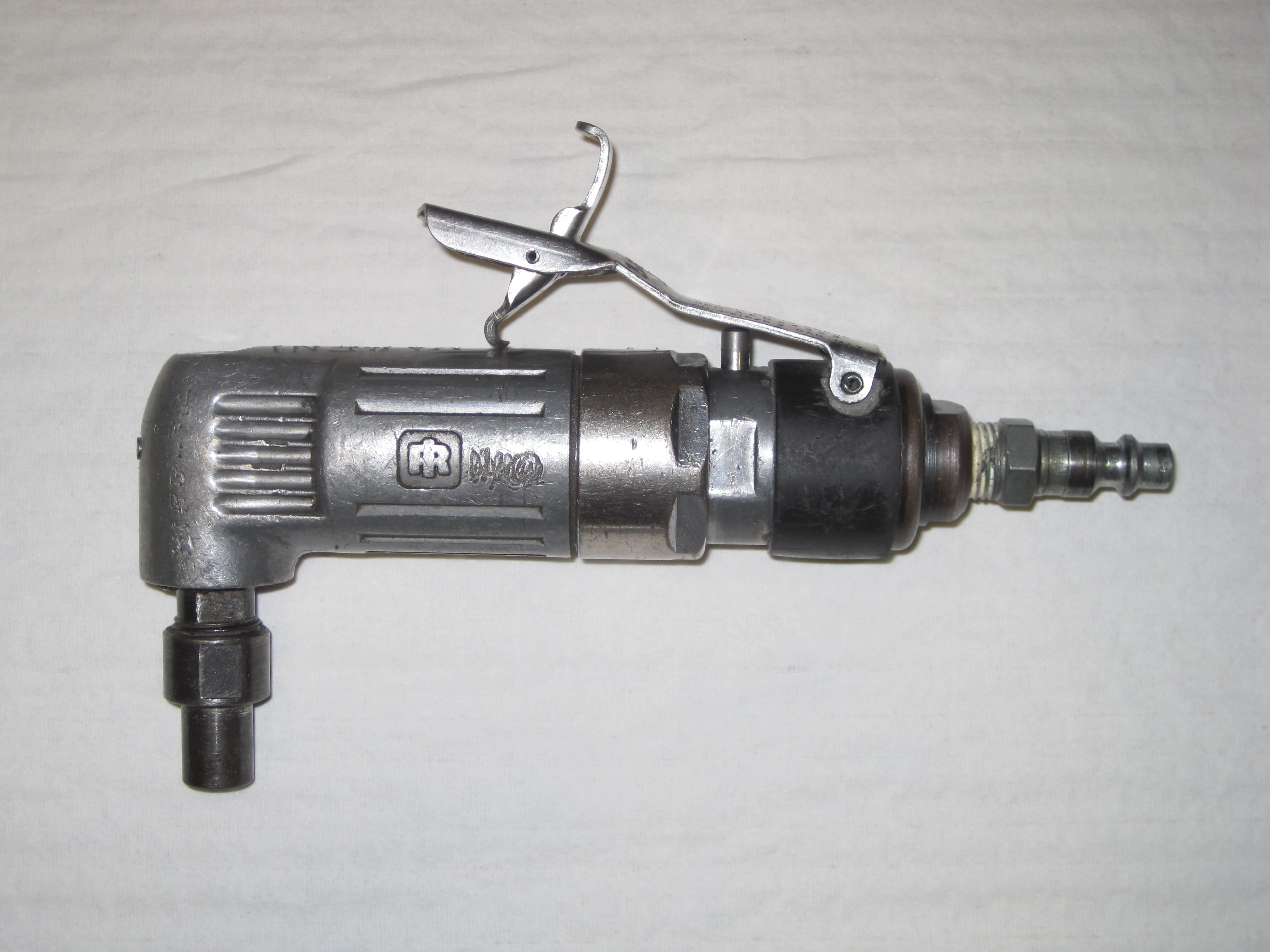
Moteur pneumatique d’une meuleuse d’angle.

Un moteur à air comprimé est un type de moteur tirant sa puissance mécanique de la détente d'air comprimé, entre la pression à l'entrée du moteur et celle après l'échappement (usuellement la pression atmosphérique).
Les moteurs à air sont de trois types principaux : à piston, à palettes et à turbine,. Ces moteurs ont des rapports puissance/poids et puissance/volume très favorables, et ils sont relativement simples et fiables. Ils ont un rendement mauvais si on tient compte des pertes dans le dispositif de compression, mais pour des applications de faible puissance ou d'utilisation intermittente cet inconvénient a peu d'importance, ce qui rend ce type de moteur omniprésent en milieu industriel où l'énergie pneumatique est disponible, pour des actionneurs variés, notamment de l'outillage pneumatique.
Ni un moteur à combustion interne ni une turbine à gaz ne sont considérés comme des moteurs à air comprimé, bien qu'ils tirent aussi leur puissance mécanique de la détente du gaz : ce sont des machines thermiques. Ils fonctionnent avec de l'air à la pression ambiante; l'augmentation de pression n'est que le résultat d'une forte hausse de température résultant d'une combustion. Il existe un type intermédiaire, où l'air comprimé passe par une chambre de combustion pour augmenter sa température et sa pression avant d'entrer dans le moteur à air comprimé. 

## Principe
De manière générale, on extrait un travail de l'air comprimé (air avec une pression plus grande que la pression de l'air ambiant) en utilisant une paroi soumise d'un côté à la pression de l'air ambiant, et de l'autre côté à la pression de l'air comprimé sur une surface S. La force engendrée sur la paroi par la différence de pression Δp est alors :
F = Δp × S 
Si la force engendrée est supérieure à la résistance au mouvement du piston, ledit piston va se déplacer et générer ainsi un travail mécanique.

## Classement
On peut classifier les différents moteurs possibles selon la trajectoire de déplacement du piston et la manière de transmettre le mouvement.

### Mouvement de rotation
Ces moteurs peuvent être à turbine, à pistons ou à palettes, assurant la rotation continue d’un axe, pouvant se substituer aux moteurs électriques, particulièrement pour des applications qui nécessitent une grande souplesse de fonctionnement, et notamment un couple élevé à vitesse faible ou nulle. L'absence d'étincelles de ce type de moteur permet l'utilisation dans des milieux avec une atmosphère explosive.

### Mouvement linéaire

Principe d’un vérin rotatif à double effet.

Ces moteurs pneumatiques sont des vérins pneumatiques, contraints mécaniquement de manière à permettre seulement un déplacement linéaire.
Les vérins « simple effet » ne travaillent que dans un sens sous l'effet du fluide comprimé; le retour du piston à sa position initiale est assuré par un ressort. Les vérins « double effet » comportent deux chambres, de part et d’autre du piston, qui sont alternativement alimentées en air comprimé pendant que l'autre est mise à l’échappement.
Ces vérins permettent d’obtenir des vitesses de déplacement importantes, moyennant un dimensionnement correct des valves d’admission et d’échappement et de l’alimentation en air comprimé.
Le déplacement linéaire peut être transformé en une rotation d’angle limité par un dispositif mécanique.

## Applications

### Démarreur pneumatique des moteurs
Les moteurs à air comprimé sont simples et compatibles avec les moteurs à turbine et les moteurs à combustion. Ils sont utilisés sur de nombreux modèles de gros turbopropulseurs installés sur des avions commerciaux et militaires et sur certains groupes électrogènes.
Comparés aux aux démarreurs électriques, les démarreurs à air comprimé ont un meilleur rapport puissance/masse et n'ont pas l'inconvénient d'une élévation de température si le temps de démarrage du moteur nécessite une action prolongée.

### Véhicules à air comprimé

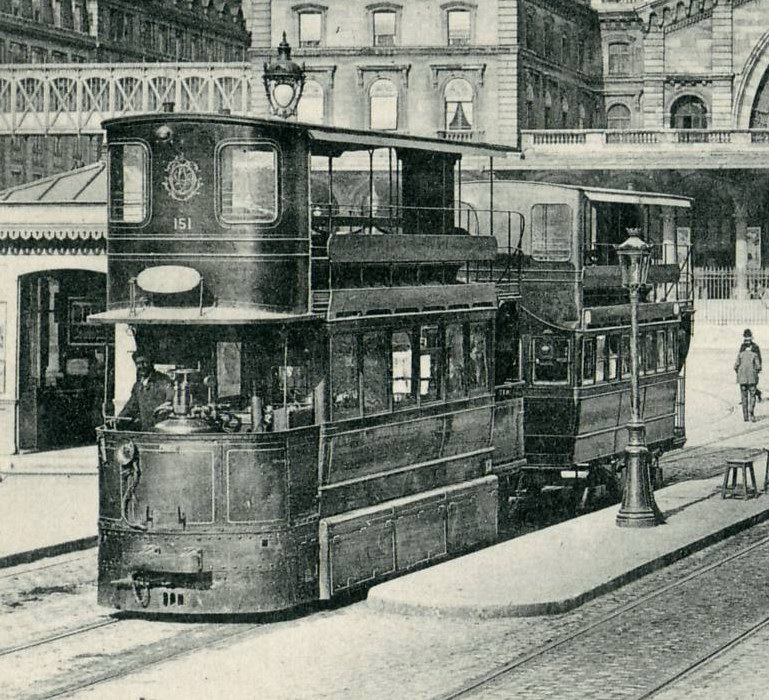
Tramway Mékarski à la gare de l'Est (Paris) vers 1900.

La détente de l'air comprimé a été utilisée très tôt comme énergie de propulsion pour divers véhicules. Si l'air stocké après compression ne contient pas de polluant, et si le moteur n'a pas besoin de lubrifiant, ce type de moteur n'émet en effet ni fumées, ni gaz polluant et est plus silencieux qu’un moteur à explosion.
Les premières applications pratiques de véhicules à moteur à air comprimé remontent au XIXe siècle, à l'époque du développement des chemins de fer où dans certaines situations, comme les réseaux miniers et le creusement des tunnels, il était nécessaire d'éviter les pollutions et les risques d'incendie inhérents à la locomotive à vapeur.

On peut aussi citer les tramways du système Mékarski mis en service en 1879 à Nantes puis en région Parisienne et qui y circulèrent pendant 40 ans.
Le sous-marin français Le Plongeur utilise un moteur à air comprimé pour la navigation sous marine, faisant de lui le premier sous-marin au monde à être propulsé par un moteur en 1863.
La mise en œuvre de ce moteur pour l'automobile a fait aussi l'objet de quelques réalisations. Moins polluant, plus durable, et surtout moins lourd que le véhicule électrique (à cause des composants des batteries et du poids des accumulateurs au plomb de l'époque), mais souffrant aussi d'une autonomie limitée, le concept semble oublié du monde « écologique » et bénéficie pour l'instant de peu d'attention des pouvoirs publics pour sa promotion et son développement.

#### Recherches sur les applications automobile
Les recherches les plus récentes sur le moteurs à air comprimé concernent principalement des moteurs devant servir à la propulsion de véhicules à air comprimé, notamment des automobiles. Aucune de ces recherches n'aboutit, en 2025, sur des projets viables pour ces applications à l'automobile; l'autonomie limitée à environ 40 km reste un frein au modèle de cette technologie.
Deux entreprises ont réalisé de tels développements, l'une coréenne Energine, l'autre française MDI dirigée par le motoriste Guy Nègre.

Un nouveau venu, Régis Munoz, vient d'inventer un moteur rotatif qui fonctionne également avec de l'air comprimé[réf. souhaitée]. Ce moteur rotatif peut fonctionner en moteur roue comme un moteur électrique.
Les ingénieurs de la société Energine ont pu réaliser, à partir d'une Daewoo Matiz, un prototype hybride moteur électrique/moteur à air comprimé (PHEV, Pneumatic Hybrid Electric Vehicle). Le moteur à air comprimé sert en fait à entraîner un alternateur qui fournit l'électricité prolongeant l'autonomie du véhicule. L'automobile est fonctionnelle, de nombreux journalistes ont pu l'essayer pour en témoigner. L’aspect négatif restant l'autonomie restreinte par les capacités de stockage des batteries électriques actuelles. 

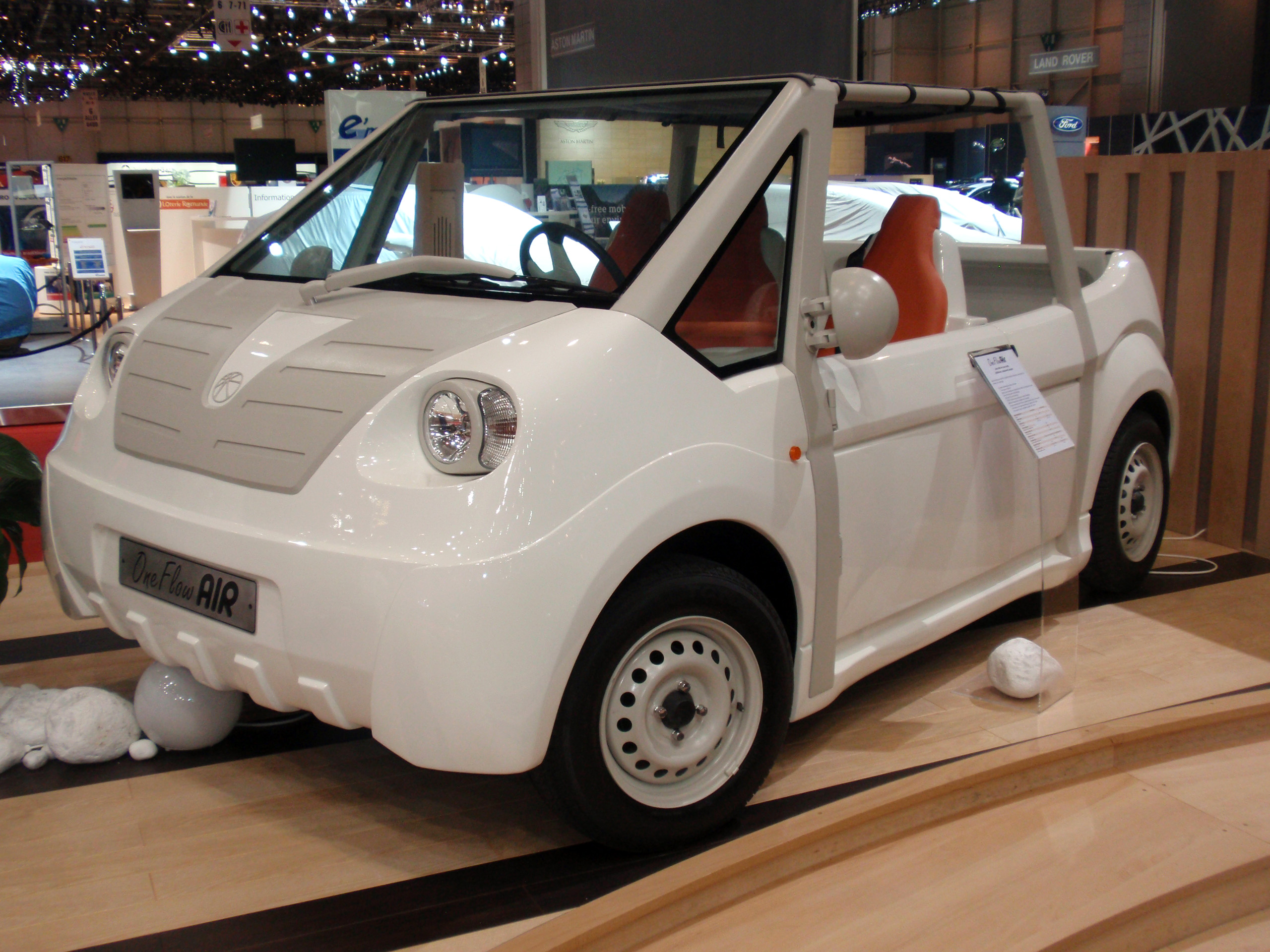
One Flow Air, prototype d'automobile propulsée par un moteur à air comprimé, développé par la société MDI.

Quant à la seconde entreprise, française, sa technologie diffère. Le moteur à air comprimé est le moteur principal, secondé en cas de besoin de puissance supplémentaire par un moto-alternateur[réf. souhaitée]. La mise au point de l'ensemble continue. Les applications possibles sont nombreuses (automobiles, marines, industrielles, etc.).
En 2004 des chercheurs Québécois proposent la Quasiturbine qui s'inspire de la turbine, perfectionne le piston et améliore le moteur rotatif. Un prototype de Go-kart à air comprimé satisfaisant, bien que peu puissant et toujours d’autonomie limitée, a pu ainsi être présenté en automne 2004 à Montréal, suivi d'un prototype de petit véhicule.
En 2006-2007 un groupe de chercheurs français a tenté de produire des véhicules à air comprimé écologiques, à assistance pneumatique: les "K'Airmobiles".  
Le projet fut abandonné en 2009, faute de trouver les soutiens financiers, mais surtout à la suite des résultats expérimentaux démontrant la difficulté d'utiliser l'air comprimé dans un système embarqué, du fait de la faible capacité énergétique de l'air comprimé et des importantes pertes thermodynamiques rencontrées lors de son expansion, ne permettant qu'une autonomie inférieure à 10 km dans le meilleur des cas (avec un réservoir A.C. de 300 L à 240 bars).
En 2010, grâce à un groupe d'investisseurs nord américains, les brevets pour le moteur-turbine K'Air ayant finalement pu être enregistrés, le projet a été réinitialisé[réf. souhaitée] mais cette fois en vue de la construction d'une unité de production d'énergie verte (éolien + solaire).  

### Autres applications
L'énergie du marteau-piqueur est, depuis l'origine, l'air comprimé. Des moteurs à air comprimé sont largement utilisés dans le fonctionnement d'appareils d'ateliers ou de laboratoires : visseuses, perceuses, cloueurs, fraise de dentiste, etc. 
La transmission pneumatique de l'information a été utilisée depuis très longtemps, depuis les premiers navires à vapeur, par exemple, jusque dans les ascenseurs, les camions ou les avions. La politique du tout électrique a conduit à l’abandon progressif de ce moyen de transmission au début des années 2000. 
Le transport pneumatique de petits objets et de documents est largement utilisée depuis la fin du XIXe siècle et il existe encore de nombreuses applications de tubes pneumatiques dans les banques, les hôpitaux, les supermarchés, les péages autoroutiers, etc.
L'air comprimé est utilisé sur des chaînes de montage de matériels horlogers, avec des cellules logiques pneumatiques ; l'air issu des cellules sert en outre à mettre le tunnel de la chaîne en surpression, évitant ainsi les dépôts de poussière sur les éléments en cours d'assemblage.